# Saint-Germier (Gers)
Saint-Germier település Franciaországban, Gers megyében. Lakosainak száma 216 fő (2022. január 1.). Saint-Germier Sirac, Catonvielle, Escornebœuf, Roquelaure-Saint-Aubin, Thoux és Touget községekkel határos.

## Népesség
A település népessége az elmúlt években az alábbi módon változott:
| Lakosok száma | 121  | 96   | 112  | 192  | 218  | 215  | 210  | 208  | 210  | 216  |
|               | 1968 | 1982 | 1990 | 2006 | 2013 | 2015 | 2017 | 2019 | 2020 | 2022 |